# Тимчасовий уряд Демократичної Федеративної Югославії
Тимчасовий уряд Демократичної Федеративної Югославії (сербохорв. Привремена влада Демократске Федеративне Југославије / Privremena vlada Demokratske Federativne Jugoslavije) — тимчасовий коаліційний уряд Демократичної Федеративної Югославії, утворений діячами Національного комітету визволення Югославії та королівського уряду Югославії у вигнанні 7 березня 1945 року. Подав у відставку 1 грудня 1945 року після виборів до Установчої скупщини, але одержав від неї доручення працювати до 31 січня 1946 року.
Головою уряду був Верховний головнокомандувач Народно-визвольної армії Югославії та Генеральний секретар Комуністичної партії Югославії Йосип Броз Тіто. 

## Історія
У дану мить ці наші зусилля спрямовані в одному напрямку, а саме 1) згуртувати всіх патріотично налаштованих і чесних одинаків, щоб наша боротьба з загарбниками була якомога успішнішою; 2) збудувати між народами Югославії братерство і єдність, яких не існувало до війни і через відсутність яких наша країна була доведена до катастрофи; 3) забезпечити умови для створення єдиної держави, в якій усі народи Югославії почуватимуться щасливими, а це і є у прямому сенсі демократична, федеративна Югославія.— Лист Йосипа Тіто Черчиллю
Ідею створення післявоєнного перехідного уряду висували керівник югославських комуністів Йосип Броз Тіто і прем'єр-міністр югославського уряду у вигнанні Іван Шубашич, який до війни був керівником Бановини Хорватії. 
Міжнародна ситуація та тиск Великої Британії разом з СРСР схилила Тіто до компромісу і заміни радикалізму на «реальну політику», через що він прийняв меморандум британського уряду, переданий Черчиллем у серпні 1944 року, де серед іншого вимагалося не запроваджувати у країні комунізму.
У червні 1944 року відбулося підписання Виської угоди про об'єднання зусиль монархістів і комуністів. 20 жовтня 1944 року Тіто і Шубашич зустрілися у Вршаці. З 21 до 28 вересня 1944 року Тіто здійснив візит у Москву, де його прийняв Йосип Сталін, обговоривши питання про об'єднання всіх антифашистських сил. Цьому посприяла і Московська конференція. 1 листопада 1944 за підтримки Вінстона Черчилля і Сталіна Тіто уклав з монархістами Белградську угоду про перехідний уряд.
Нові контакти відбулися в грудні 1944 року, коли Белградську угоду доповнили певними гарантіями діяльності політичних партій і ратифікації законодавчих актів АВНВЮ майбутніми Установчими зборами. Король Петро ІІ був незадоволений Белградською угодою, функції якої за угодами Тіто-Шубашича від 1944 року виконувала регентська рада у складі трьох членів.
Після закінчення Ялтинської конференції 16 лютого 1945 року уряд Шубашича прибув до Белграда. Після численних переговорів і вмовлянь 2 березня король Петро нарешті призначив регентами Срджана Будисавлєвича, Анте Мандича і Душана Сернеца. За угодою, через три дні королівський еміграційний уряд і Національний комітет визволення Югославії (НКВЮ) пішли у відставку.
Новий уряд сформовано 7 березня 1945 року, а 9 березня він ухвалив Декларацію, яку його голова маршал Тіто того ж вечора зачитав на Радіо Белград.
Після підпалів редакцій газети «Демократія» по містах Югославії виникли перші розбіжності між людьми з команди Шубашича та представниками НКВЮ. Першим, хто пішов у відставку з тимчасового уряду ДФЮ був заступник голови Мілан Грол, який пояснив це недотриманням принципів демократії та свободи слова.  Представники Шубашича зокрема наголошували на негативній ролі таємної поліції ОЗНА та її засиллі в державі.
Після Грола з уряду того самого дня пішов міністр без портфеля доктор Юрай Шутей. У жовтні 1945 року під приводом відсутності вільного демократичного слова та наявності комуністичної диктатури в країні подав у відставку з посади міністра закордонних справ і сам Іван Шубашич.
Відтоді Тимчасовий уряд ДФЮ працював без представників сторони Шубашича, проіснувавши до 11 листопада 1945 року, коли відбулися вибори до Установчої скупщини.
З проголошенням 29 листопада 1945 року Федеративної Народної Республіки Югославія Тимчасовий уряд ДФЮ продовжив роботу як Рада міністрів ФНРЮ до ухвалення Конституції та, відповідно, формування нового уряду ФНРЮ.

## Склад уряду
| Міністр        | Міністр              | Міністр             | Посада                                  | Строк                      | Партійність                               | Примітки                                                              |
| -------------- | -------------------- | ------------------- | --------------------------------------- | -------------------------- | ----------------------------------------- | --------------------------------------------------------------------- |
|                | Josip Broz Tito      | Йосип Броз Тіто     | Прем'єр-міністр Міністр оборони         | 7 березня 1945 —           | Єдиний народно-визвольний фронт Югославії | Раніше голова НКВЮ.                                                   |
|                | Milan Grol           | Мілан Грол          | Заступник прем'єр-міністра              | 7 березня — 24 серпня 1945 | Демократична партія                       | Раніше член югославського уряду у вигнанні. Звільнився 18 серпня 1945 |
|                | Edvard Kardelj       | Едвард Кардель      | Заступник прем'єр-міністра              | 7 березня 1945 —           | Єдиний народно-визвольний фронт Югославії | Раніше член НКВЮ.                                                     |
|                | Ivan Šubašić         | Іван Шубашич        | Міністр закордонних справ               | 7 березня — 8 жовтня 1945  | Хорватська селянська партія               | Раніше голова уряду у вигнанні. Звільнився 8 жовтня 1945              |
|                | Josip Smodlaka       | Йосип Смодлака      | Міністр без портфеля                    | 7 березня 1945 —           | Єдиний народно-визвольний фронт Югославії | Раніше член НКВЮ.                                                     |
|                | Juraj Šutej          | Юрай Шутей          | Міністр без портфеля                    | 7 березня 1945 —           | Хорватська селянська партія               | Раніше член югославського уряду у вигнанні. Звільнився 18 серпня 1945 |
|                | Sreten Žujović       | Сретен Жуйович      | Міністр фінансів                        | 7 березня 1945 —           | Єдиний народно-визвольний фронт Югославії | Раніше член НКВЮ.                                                     |
|                | Drago Marušič        | Драго Марушич       | Міністр пошти, телеграфу і телефонів    | 7 березня 1945 —           | Словенська народна партія                 | Раніше член югославського уряду у вигнанні.                           |
|                | Frane Frol           | Фране Фрол          | Міністр юстиції                         | 7 березня 1945 —           | Єдиний народно-визвольний фронт Югославії | Раніше член НКВЮ.                                                     |
|                | Vlada Zečević        | Влада Зечевич       | Міністр внутрішніх справ                | 7 березня 1945 –           | Єдиний народно-визвольний фронт Югославії | Раніше член НКВЮ.                                                     |
|                | Todor Vujasinović    | Тодор Вуясинович    | Міністр транспорту                      | 7 березня 1945 —           | Єдиний народно-визвольний фронт Югославії | Раніше член НКВЮ.                                                     |
|                | Andrija Hebrang      | Андрія Хебранґ      | Міністр промисловості                   | 7 березня 1945 —           | Єдиний народно-визвольний фронт Югославії | Раніше член НКВЮ.                                                     |
|                | Nikola Petrović      | Нікола Петрович     | Міністр торгівлі та постачання          | 7 березня 1945 —           | Єдиний народно-визвольний фронт Югославії | Раніше член НКВЮ.                                                     |
|                | Vladislav Ribnikar   | Владислав Рибникар  | Міністр освіти                          | 7 березня 1945 —           | Єдиний народно-визвольний фронт Югославії | Раніше член НКВЮ.                                                     |
|                | Sava Kosanović       | Сава Косанович      | Міністр інформації                      | 7 березня 1945 —           |                                           | Раніше член югославського уряду у вигнанні.                           |
|                | Zlatan Sremec        | Златан Сремец       | Міністр охорони здоров'я                | 7 березня 1945 —           |                                           | Раніше член НКВЮ.                                                     |
|                | Bane Andrejev        | Бане Андреєв        | Міністр гірництва                       | 7 березня 1945 —           | Єдиний народно-визвольний фронт Югославії |                                                                       |
|                |                      | Васо Чубрилович     | Міністр сільського господарства         | 7 березня 1945 —           | Єдиний народно-визвольний фронт Югославії |                                                                       |
|                | Sulejman Filipović   | Сулейман Филипович  | Міністр лісівництва                     | 7 березня 1945 —           | Єдиний народно-визвольний фронт Югославії | Раніше член НКВЮ.                                                     |
|                | Anton Kržišnik       | Антон Кржишник      | Міністр соціальної політики             | 7 березня 1945 —           | Єдиний народно-визвольний фронт Югославії | Раніше член НКВЮ.                                                     |
|                | Sreten Vukosavljević | Сретен Вукосавлєвич | Міністр колонізації                     | 7 березня 1945 —           | Єдиний народно-визвольний фронт Югославії |                                                                       |
|                | Rade Pribićević      | Раде Прибичевич     | Міністр будівництва                     | 7 березня — 24 квітня 1945 | Єдиний народно-визвольний фронт Югославії | Раніше член НКВЮ.                                                     |
| Stevan Zečević | Стеван Зечевич       | 24 квітня 1945 —    | Міністр будівництва                     |                            | Єдиний народно-визвольний фронт Югославії |                                                                       |
|                |                      | Яша Проданович      | Міністр у справах Сербії                | 7 березня — 9 квітня 1945  | Єдиний народно-визвольний фронт Югославії |                                                                       |
|                |                      | Павле Грегорич      | Міністр у справах Хорватії              | 7 березня — 14 квітня 1945 | Єдиний народно-визвольний фронт Югославії |                                                                       |
|                | Rodoljub Čolaković   | Родолюб Чолакович   | Міністр у справах Боснії та Герцеговини | 7 березня 1945 —           | Єдиний народно-визвольний фронт Югославії |                                                                       |
|                | Milovan Đilas        | Мілован Джилас      | Міністр у справах Чорногорії            | 7 березня 1945 –           | Єдиний народно-визвольний фронт Югославії |                                                                       |
|                | Emanuel Čučkov       | Емануел Чучков      | Міністр у справах Македонії             | 7 березня 1945 –           | Єдиний народно-визвольний фронт Югославії | Раніше член НКВЮ.                                                     |
|                | Edvard Kocbek        | Едвард Коцбек       | Міністр у справах Словенії              | 7 березня 1945 –           | Єдиний народно-визвольний фронт Югославії | Раніше член НКВЮ.                                                     |